# Igor' Michajlovič D'jakonov
Igor' Michajlovič D'jakonov (in cirillico Игорь Михайлович Дьяконов; Pietrogrado, 12 gennaio 1915 – San Pietroburgo, 2 maggio 1999) è stato un linguista e storico russo, specializzato nelle lingue e nella storia del Vicino Oriente antico.
Laureato all'Università di Leningrado nel 1938, entrò a far parte, nello stesso anno, dell'organico del Museo dell'Ermitage. Nel 1949 vide la luce la sua storia generale dell'Assiria e, nel 1956, la prima delle sue monografie sui Medi. In seguito collaborò a lungo con il linguista Sergej Anatol'evič Starostin, con il quale elaborò  importanti studi sulle lingue caucasiche, afro-asiatiche e urrite. Collaborò inoltre, con articoli sulla civiltà mesopotamica, alla redazione dei primi tre volumi della Storia Universale dell'Accademia delle Scienze dell'URSS. Di particolare interesse per la storia delle interpretazioni e del sistema economico-sociale sumero-accadico sono i suoi contributi raccolti nell'antologia di testi di vari autori  Ancient Mesopotamia (1969),